# Željko Kljajić
Željko Kljajić, slovenski veteran vojne za Slovenijo, * 30. marec 1957.

## Odlikovanja in nagrade
V času vojne za Slovenijo je bil komandir postaje milice v Dravogradu.
Leta 1992 je prejel častni znak svobode Republike Slovenije z naslednjo utemeljitvijo: »za izjemne zasluge pri obrambi svobode in uveljavljanju suverenosti Republike Slovenije«.